# 金沢21世紀美術館
金沢21世紀美術館（かなざわにじゅういっせいきびじゅつかん）は、石川県金沢市広坂にある現代美術を収蔵した金沢市立の美術館。様々な企画展を実施する「展覧会ゾーン」と利用者の様々なニーズに応える「交流ゾーン」で構成される、美術館と複合施設の両面の機能をもつ都市型文化交流施設である。愛称はまるびぃ（由来は「丸い美術館」）。また、略称として21美（にじゅういちび）も使用される。
金沢大学附属中学校・小学校・幼稚園があった場所に、2004年（平成14年）10月9日に開館した。

## 歴史
美術館の構想は1995年（平成7年）5月に石川県と金沢市が共同で都心地区整備構想検討委員会を設置したことに始まる。金沢大学附属小中学校の移転を機に、地元美術団体の要望を受けて同校校舎内に事務局が設けられ、美術館の設立構想が具体化していった。1996年（平成8年）4月に美術館建設準備事務局が発足し、同年9月に10人の委員からなる美術館等構想談話会が発足した。ただ既に近隣には伝統的な本格派美術館である石川県立美術館が存在していたことから、新美術館は現代を座標軸とする庶民派美術館とし、役割の協調と分担が図られることとなった。
1997年（平成9年）6月には美術館等基本構想が策定され、1998年（平成10年）10月からプレ・イベントを開催した。
1999年（平成11年）3月に妹島和世建築設計事務所とSANAA事務所の共同事業体が設計者に選定され、同年5月から2000年（平成12年）3月にかけて基本設計、2000年6月から2001年（平成13年）10月にかけて実施設計に着手。
2001年5月に「金沢21世紀美術館」の名称を決定した。建物は2002年（平成14年）4月に起工し、2004年（平成16年）8月に竣工。
2004年3月に金沢21世紀美術館条例が公布され、同年10月9日に開館した。
当初、開業初年度の目標は30万人と定めていた。入場者数は150万人前後を推移し、2018年度（平成30年度）で約258万人と対2013年度（平成25年度）で100万人以上の増加となったが、2020年度（令和2年度）は新型コロナウイルス感染症の影響に伴い入場者数は過去最低の約87万人となった。
2024年は前年12月29日から1月1日の完全休館日を挟み、1月2日から通常の開館時間を大幅短縮して10時から18時までの臨時開館（1月4日は基から臨時休館日、1月5日から通常営業）する予定だったが、能登半島地震が1月1日に発生したことに伴い、館内メンテナンスが必要なことから、臨時開館を取りやめ、臨時完全休館日を延長することになった。
2024年の能登半島地震後、安全対策を講じた上で全館が開館したが、老朽化に伴う空調や電気設備の更新のほか地震で被害を受けた天井の本格的な復旧工事が必要なことから、金沢市では2027年5月から2028年3月頃まで休館する方針を発表した。

## 建築
建物は地上2階、地下2階建ての構造。「まちに開かれた公園のような美術館」をコンセプトとしており、芝生の敷地中央に円形（直径112.5m）の建物となっている。総ガラス張りで、合計122枚のガラスが使用されている。また、4か所の出入口（本多通り・広坂・柿木畠・市役所）が設けられているのが特徴で、誰でもどこからでも気軽に入場できるようになっている。
建築設計競技で選ばれた設計者の妹島和世と西沢立衛（SANAA）は、開館後に実際に展示を行う学芸員より、世界中の美術館の展示室をモデルに正方形や長方形、円形などさまざまなタイプの理想的な展示室の提案を受けた。当初は美術ゾーンと交流ゾーンを独立した建物にする計画であったが、SANAAはこれらを一つの建物に集約することを提案した。なお、美術館のロゴマークは、円形となった建物を上部から見たものが使用されている。
外壁同様各所にガラスが多用されているため、外側から館内の様子がわかるだけでなく館内からも外側の光景を見ることができる。また、館内のエレベーターはデザインを損なわないようにガラス張りのデザインを採用した油圧方式となっている。
設計者のSANAAは、この建物などによりヴェネツィア・ビエンナーレ第9回国際建築展の最高賞である金獅子賞を受賞している。

## 収蔵作品
作品収集の方針は、

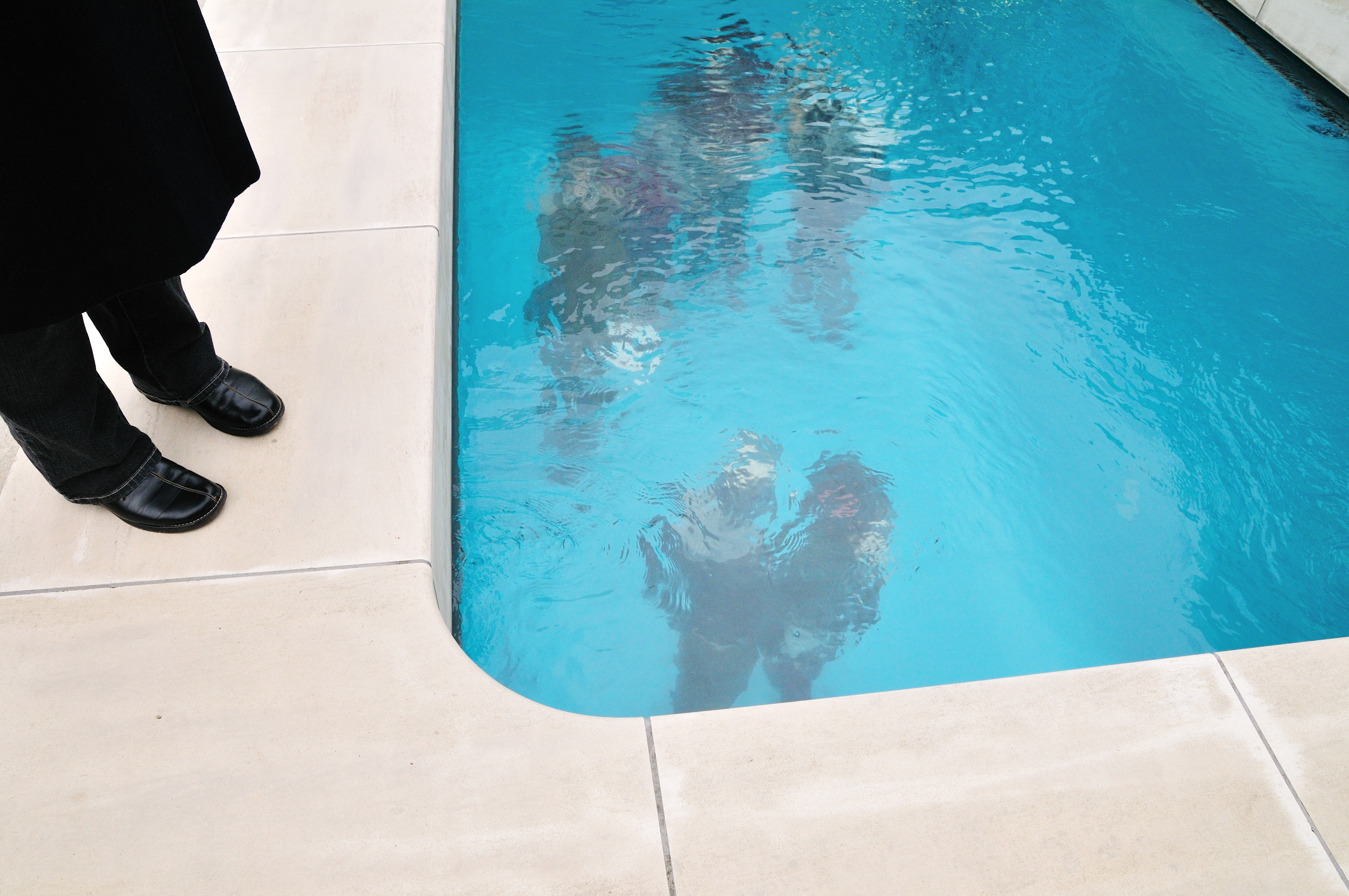
恒久展示作品、レアンドロ・エルリッヒの『スイミング・プール』

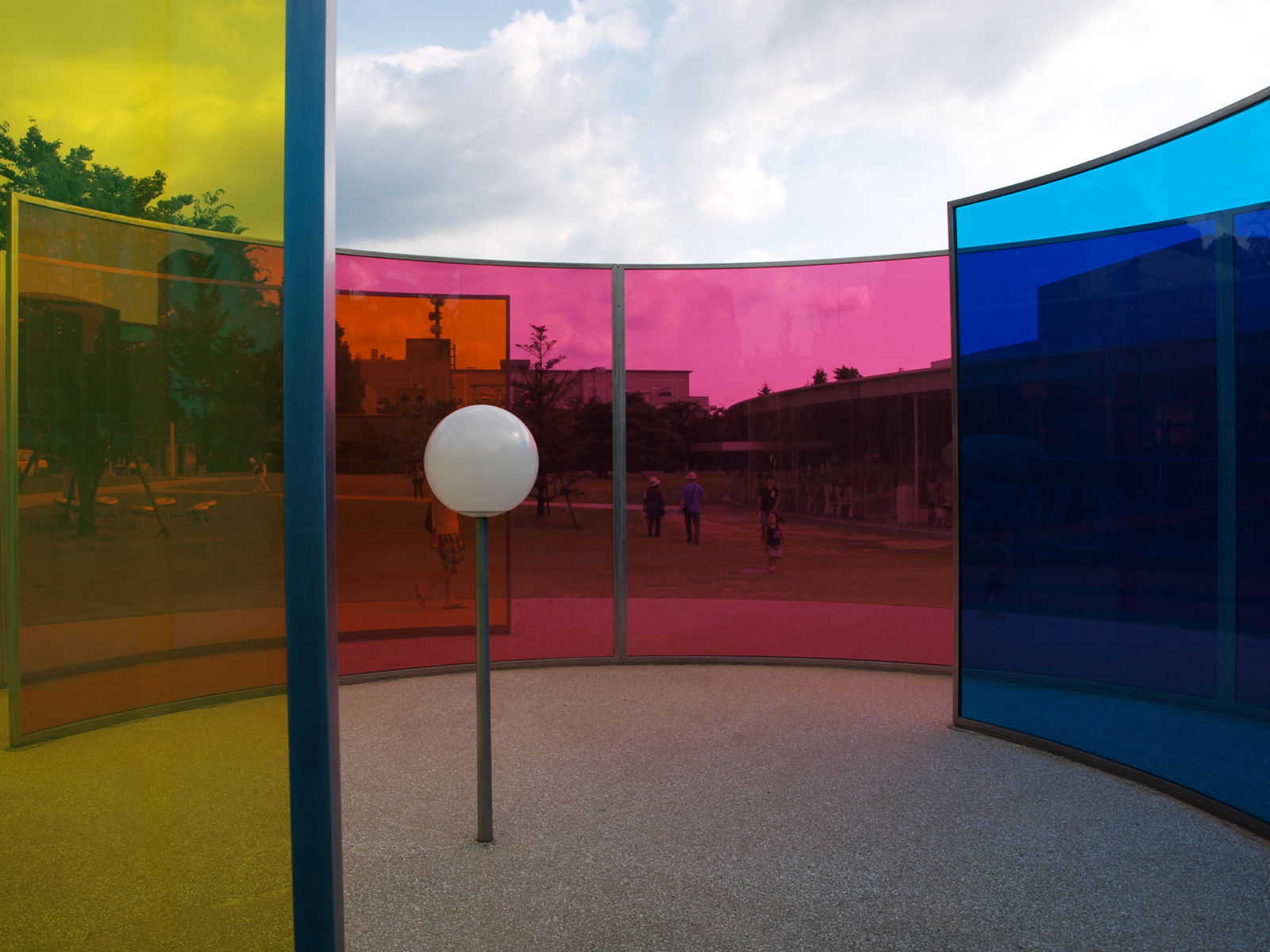
恒久展示作品、オラファー・エリアソンの『カラー・アクティヴィティ・ハウス』

- 1980年代以降に制作された新しい価値観を提案するような作品
- 1900年以降に制作され、1980年以降の作品の歴史的参照点となるような作品
- 金沢にゆかりのある作家による新たな創造性に富む作品

となっている。
所蔵作品には体験型作品や、部屋の空間全体を活かしたインスタレーションが多く、無料入場エリアにはジェームズ・タレルの作品を恒久設置した部屋があるなど、現代美術をいつでも気軽に体験できる環境がある。これらは実際にこの美術館のために作家に依頼して制作されたコミッション・ワークである。
1980年代より前の時代、例えばポップアートや印象派の有名作家の優品はすでにほとんどが各国の美術館やコレクションに納まっており、有名作家の作品を買おうとすれば大コレクションの売却を待つか、もしくは今マーケットに出ている二級品を高値で買うか、いずれにしろ身の丈を大きく超えた大金を使うことになる。そのため市税と基金を源泉にかつそれに上限価格を設けた上で、学芸員がピーク目前の作家の作家を見極めて有識者委員会による審査などを経てその作品を購入している。購入費は基金と積立金を合わせ毎年1億4000万円であり、全国の公立美術館の中では比較的豊富である。
なお、収集品は2021年7月時点で4011件で、その内訳は8割以上が寄付となっており、その7割近くはグラフィックデザイナーの粟津潔からの寄贈である。

### 恒久展示作品一覧
- レアンドロ・エルリッヒ「スイミング・プール」[2][12][22][26]
  - 地上（無料）と地下（有料）の両方から見学ができる[22]。コロナ禍に伴い見学は完全予約制（当日の受付も含む、詳細は公式サイトを参照）[14]。
- オラファー・エリアソン 「カラー・アクティヴィティ・ハウス」[27]
- ジェームズ・タレル「ブルー・プラネット・スカイ」[2][19][22]
- パトリック・ブラン「緑の橋」[2][28]
- フローリアン・クラール「アリーナのためのクランクフェルト・ナンバー3」[27]
- ヤン・ファーブル 「雲を測る男」[27]
- マイケル・リン 「市民ギャラリー　2004.10.9 -2005.3.21」
- アニッシュ・カプーア「世界の起源」[28]
- フェルナンド・ロメロ「ラッピング」
- ピピロッティ・リスト「あなたは自分を再生する」[28]

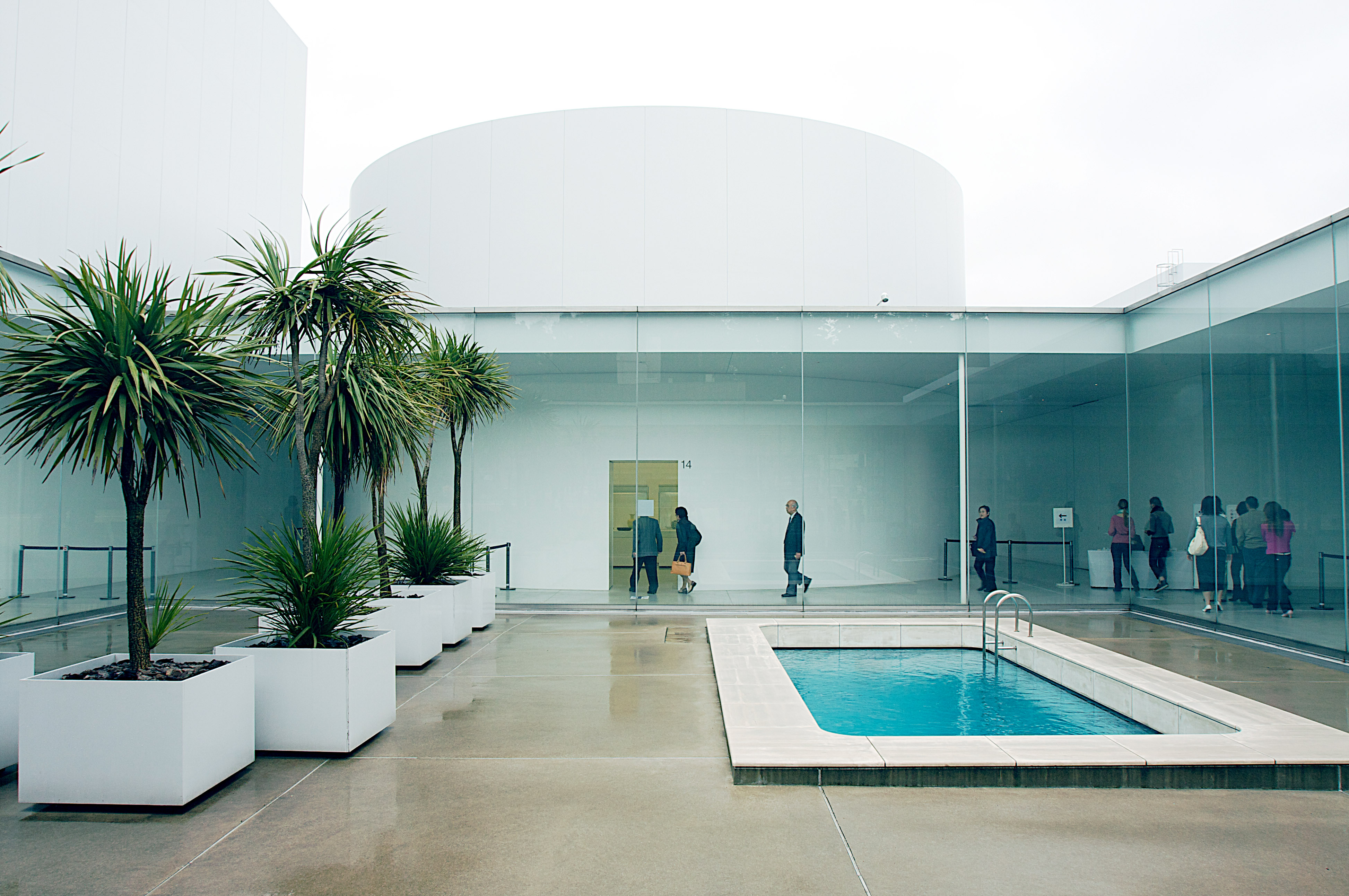
スイミング・プール （レアンドロ・エルリッヒ）
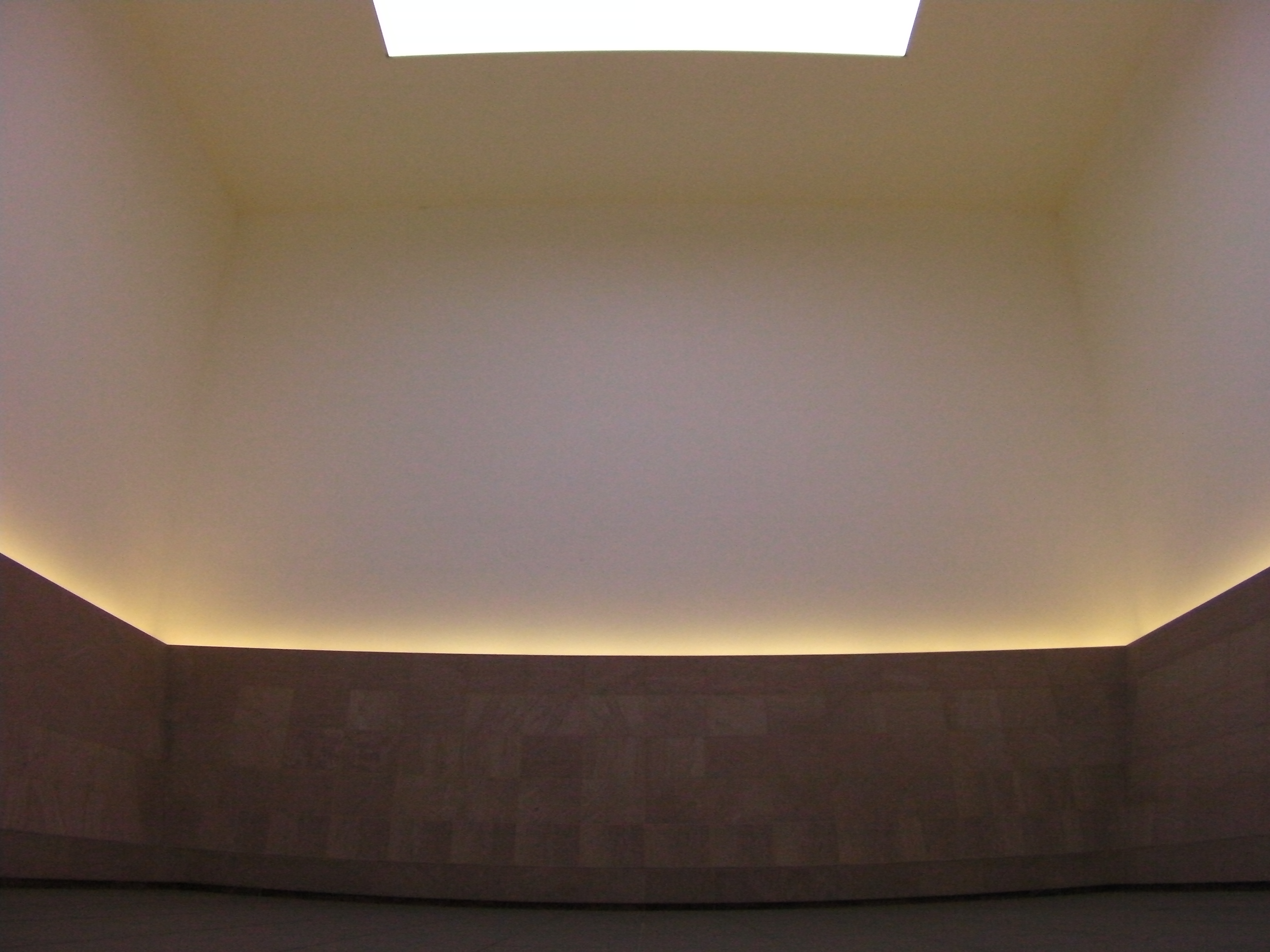
ブルー・プラネット・スカイ （ジェームズ・タレル）
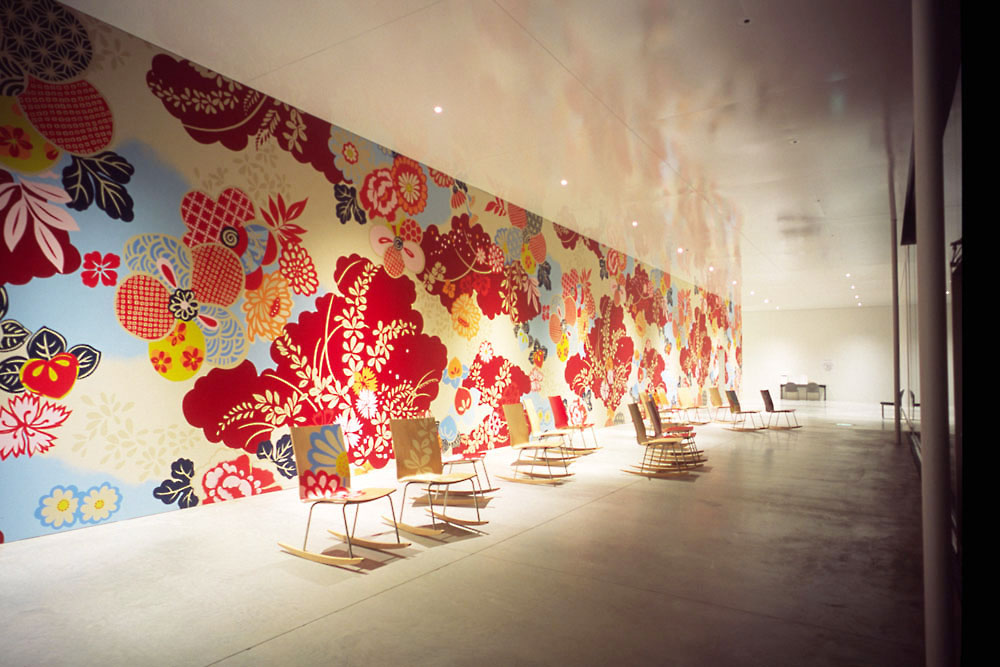
市民ギャラリー　2004.10.9 -2005.3.21 （マイケル・リン ）

## 附属施設
- シアター21[7] - 演劇、音楽、講演等に使える182人の客席を備えた小ホール。
- 茶室 - 「松涛庵」、「山宇亭」と命名された二つの茶室[20]。

## 歴代館長
- 初代：蓑豊[29]
- 2代：秋元雄史[29]
- 3代：島敦彦[10][11]
- 4代：長谷川祐子（2021年4月 - 2025年3月）[1][30][11]
- 5代：鷲田めるろ[31]（2025年4月 - ）

## 交通アクセス
公共交通機関（路線バス）
- 城下まち金沢周遊バス・北鉄バス・西日本JRバス 　広坂・21世紀美術館バス停すぐ。または香林坊（アトリオ前）バス停より徒歩約5分[32]。

自動車
- E8 北陸自動車道 金沢東IC・金沢西ICより約20分。
- E8 北陸自動車道 金沢森本ICより約25分。

## 主な関係者
- 黒沢伸：学芸員（1989年 - 1997年）、副館長（2016年 - 2020年）
- 鷲田めるろ：学芸員（1999年 - 2005年）館長（2025年 - ）
- 住友文彦：学芸員（2000年 - 2004年）
- 高橋洋介：学芸員（2014年 - 2021年）
- 高木遊：学芸員